# The Cost of Knowledge
The Cost of Knowledge (litt. en français « Le Coût de la connaissance ») est une manifestation organisée par des universitaires contre les pratiques commerciales de l'éditeur Elsevier. En 2020, près de 50 000 scientifiques soutiennent le mouvement. 
En janvier 2012, le mathématicien Timothy Gowers a appelé les scientifiques à boycotter Elsevier, c'est-à-dire à ne plus publier, à ne plus participer à l'évaluation d'articles par les pairs et à ne plus fournir de services éditoriaux à cette société.  